# Bosnië en Herzegovina op het Eurovisiesongfestival 2011

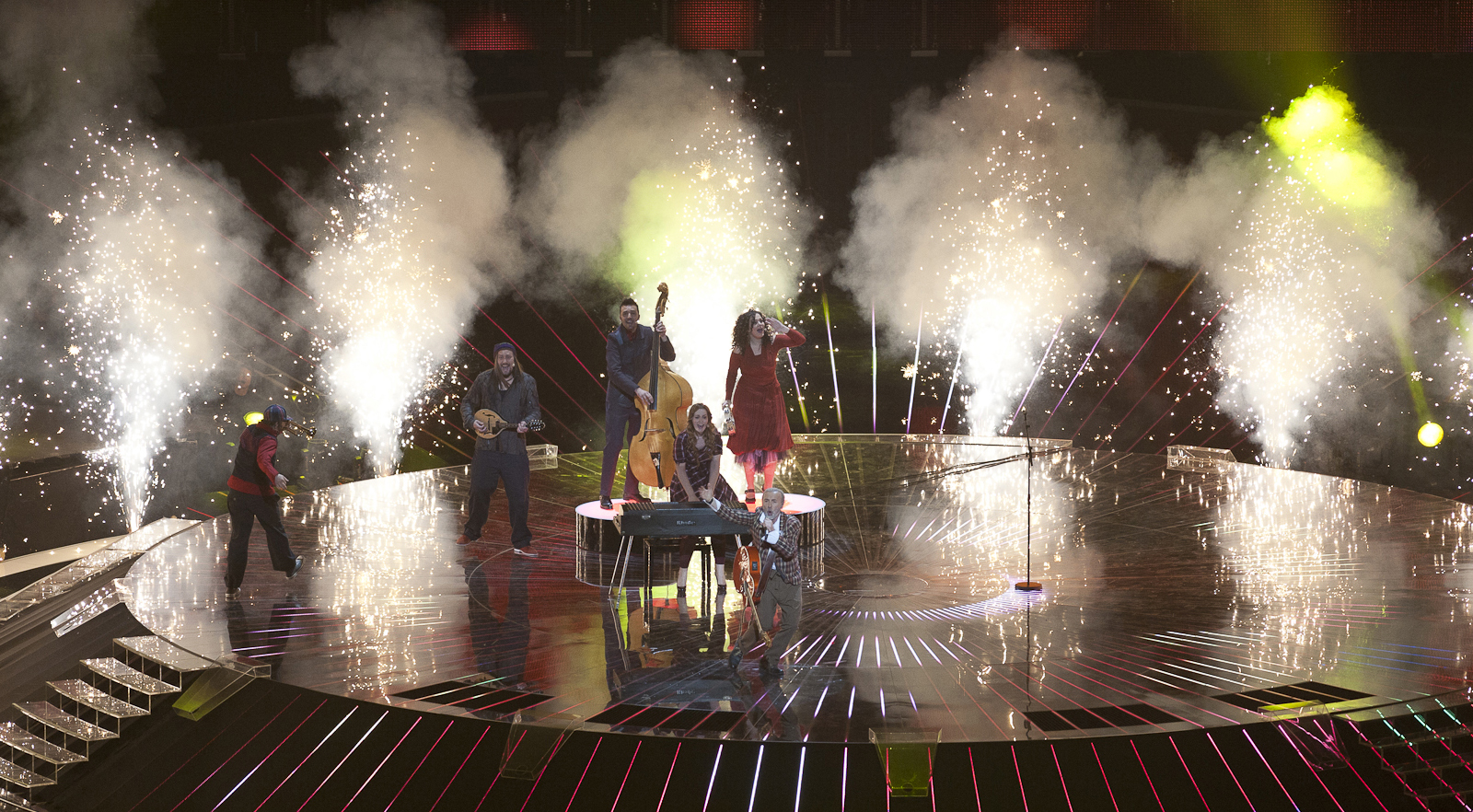
Dino Merlin nam voor de tweede keer deel aan het Eurovisiesongfestival.

Bosnië en Herzegovina nam deel aan het Eurovisiesongfestival 2011 in Düsseldorf, Duitsland. Het was de 17de deelname van het land op het Eurovisiesongfestival. De artiest werd intern gekozen, het nummer werd bekendgemaakt op 20 februari 2011. BHRT was verantwoordelijk voor de Bosnische bijdrage voor de editie van 2011.

## Selectieprocedure
Op 19 november 2010 bevestigde de Bosnische nationale omroep zijn deelname aan het komende Eurovisiesongfestival. Meteen werd meegedeeld dat verdere uitleg over de selectieprocedure in de komende weken zou volgen. Op 1 december werd in een praatprogramma bekendgemaakt dat Dino Merlin voor de tweede keer zijn land mocht vertegenwoordigen op het Eurovisiesongfestival. Eerder werd hij in 1999 zevende. Hij schreef vier nummers, waarvan hij zelf het beste selecteerde. Dat nummer, Love in rewind, werd voor het eerst vertolkt op 21 februari 2011 in de televisieshow BH Eurosong 2011.
Bosnië en Herzegovina is een van de vier landen die zich telkens vanuit de halve finale wist te plaatsen voor de finale van het Eurovisiesongfestival.

## In Düsseldorf
In Düsseldorf trad Bosnië en Herzegovina aan in de tweede halve finale, op 12 mei. Bosnië en Herzegovina was het eerste van negentien landen dat zijn opwachting maakte, gevolgd door Oostenrijk. Bij het openen van de enveloppen bleek dat Dino Merlin zich had geplaatst voor de finale. Na afloop van het festival werd duidelijk dat Bosnië en Herzegovina op de vijfde plaats was geëindigd in de halve finale. In de finale trad Bosnië en Herzegovina als tweede van 25 landen aan, na Finland en voor Denemarken. Dino Merlin eindigde uiteindelijk op de zesde plaats, met 125 punten, de tweede beste prestatie van het land ooit op het Eurovisiesongfestival.